# Atherigona latibasis
Atherigona latibasis är en tvåvingeart som beskrevs av Fan och Liu 1982. Atherigona latibasis ingår i släktet Atherigona och familjen husflugor. Inga underarter finns listade i Catalogue of Life.